# سارة جيبس
سارة جيبس (بالإنجليزية: Sarah Gibbs)‏ هي لاعبة كرة قدم نيوزيلندية، ولدت في 5 ديسمبر 1982 في نيوزيلندا. شاركت مع منتخب نيوزيلندا لكرة القدم للسيدات.